# Bolitoglossa odonnelli
Bolitoglossa odonnelli es una especie de salamandra de la familia Plethodontidae.

## Distribución geográfica y hábitat
Habita en Guatemala y Honduras.
Su hábitat natural son bosques húmedos tropicales o subtropicales a baja altitud, montanos, plantaciones, jardines rurales y zonas previamente boscosas ahora muy degradadas.
Está amenazada de extinción debido a la destrucción de su hábitat.